# Narrens hemlighet
Narrens hemlighet (originaltitel Golden Fool) är del två i en serie skriven av Robin Hobb. Den utkom i svensk översättning 2004. Serien Gyllene mannen består av tre delar: Narrens uppdrag, (Fool's Errand) Narrens hemlighet (Golden Fool) och Narrens öde (Fool's Fate).